# Vedat Kapurtu
Vedat Kapurtu (* 30. Juni 1978 in Istanbul) ist ein türkischer Fußballtorhüter.

## Karriere
Kapurtu kam im Istanbuler Stadtteil Bakırköy auf die Welt und startete seine Profikarriere 1997 beim bekanntesten Sportverein seines Heimatbezirks, bei Bakırköyspor. Hier etablierte er sich in zwei Jahren als Stammtorhüter. 2002 wechselte er dann zum Stadtrivalen Gaziosmanpaşaspor und spielte hier bis zum Sommer 2004. Anschließend verpflichtete ihn der Zweitligist Sivasspor. Bei diesem Klub kam er über die Reservistenrolle nicht hinaus, beendete aber mit seiner Mannschaft die Saison als Zweitligameister und stieg dadurch in die 1. Lig, in die höchste türkische Spielklasse auf. In der Rückrunde der Saison 2005/06 lieh ihn sein Klub erst an den Zweitligisten Mardinspor aus und gab ihn zum Saisonende samt an diesen Verein ab.
Für Mardinspor spielte er bis zum Sommer 2008. Anschließend folgten die Stationen Şanlıurfaspor, Körfez Belediyespor und Göztepe Izmir. Mit Letzterem beendete er die Drittligasaison 2010/11 als Meister der TFF 2. Lig und stieg in die TFF 1. Lig.
Nach dem Aufstieg mit Göztepe zog Kapurtu zum Drittligisten Yeni Malatyaspor weiter. Auch mit diesem Klub wurde er Drittligasaison 2014/15 Meister und stieg in die TFF 1. Lig auf. Am Ende der Saison 2016/17 gelang ihm mit diesem Klub auch die Vizemeisterschaft der 1. Lig und damit der Aufstieg in die Süper Lig. Nach diesem Erfolg erhielt er aber keine Vertragsverlängerung und wechselte zur neuen Spielzeit zum Istanbuler Drittligisten Tokatspor.

## Erfolge
Mit Sivasspor
- Meister der TFF 1. Lig und Aufstieg in die Süper Lig: 2004/05

Mit Göztepe Izmir
- Meister der TFF 1. Lig und Aufstieg in die TFF 1. Lig: 2010/11

Mit Yeni Malatyaspor
- Meister der TFF 1. Lig und Aufstieg in die TFF 1. Lig: 2014/15
- Vizemeister der TFF 1. Lig und Aufstieg in die Süper Lig: 2016/17